# Stephen Huss
Stephen Huss (n. 10 de diciembre de 1975 en Bendigo, Australia) es un jugador de tenis australiano, mayormente recordado por haber ganado el torneo de dobles de Wimbledon en 2005 junto a Wesley Moodie, convirtiéndose en la primera pareja de la historia en lograrlo tras haber superado la clasificación. Actualmente es entrenador de la pareja americana femenina de dobles formada por R.Kops-Jones / A.Spears

## Torneos de Grand Slam

### Campeón Dobles (1)
| Año  | Torneo    | Pareja        | Oponentes en la final  | Resultado             |
| 2005 | Wimbledon | Wesley Moodie | Bob Bryan / Mike Bryan | 7-6(4) 6-3 6-7(2) 6-3 |

## Títulos (4; 0+4)

### Dobles (4)
| Leyenda                |
| Grand Slam (1)         |
| Tennis Masters Cup (0) |
| ATP Masters Series (0) |
| ATP Tour (3)           |

| N.º | Fecha                    | Torneo             | Superficie    | Pareja          | Oponentes en la final        | Resultado             |
| --- | ------------------------ | ------------------ | ------------- | --------------- | ---------------------------- | --------------------- |
| 1.  | 14 de abril de 2002      | Casablanca         | Tierra batida | Myles Wakefield | Martín García Luis Lobo      | 6-4 6-2               |
| 1.  | 3 de julio de 2005       | Wimbledon, Londres | Césped        | Wesley Moodie   | Bob Bryan Mike Bryan         | 7-6(4) 6-3 6-7(2) 6-3 |
| 3.  | 22 de septiembre de 2008 | Pekín              | Dura          | Ross Hutchins   | Ashley Fisher Bobby Reynolds | 7-5 6-4               |
| 4.  | 31 de octubre de 2010    | Montpellier        | Dura          | Ross Hutchins   | Marc López Eduardo Schwank   | 6-2 4-6 10-7          |

### Finalista en dobles (8)
- 2005: Basilea (junto a Wesley Moodie pierden ante Agustín Calleri y Fernando González)
- 2007: Delray Beach (junto a James Auckland pierden ante Hugo Armando y Xavier Malisse)
- 2007: Tokio (junto a Frank Dancevic pierden ante Jordan Kerr y Robert Lindstedt)
- 2008: Moscú (junto a Ross Hutchins pierden ante Sergiy Stakhovsky y Potito Starace por 6-7(4) 6-2 6-10 sobre cancha dura cubierta)
- 2008: Lyon (junto a Ross Hutchins pierden ante Michael Llodra y Andy Ram por 3-6 7-5 8-10 sobre cancha de moqueta cubierta)
- 2009: Miami TMS (junto a Ashley Fisher pierden ante Max Mirnyi y Andy Ram por 7-6(4) 2-6 7-10 sobre cancha dura)
- 2010: Houston (junto a Wesley Moodie pierden ante Bob Bryan y Mike Bryan por 3-6 5-7 sobre cancha de tierra batida)

- Datos: Q369885

- 2011: Auckland (junto a Johan Brunstrom pierden ante Marcel Granollers / Tommy Robredo)